# Anna Thalbach

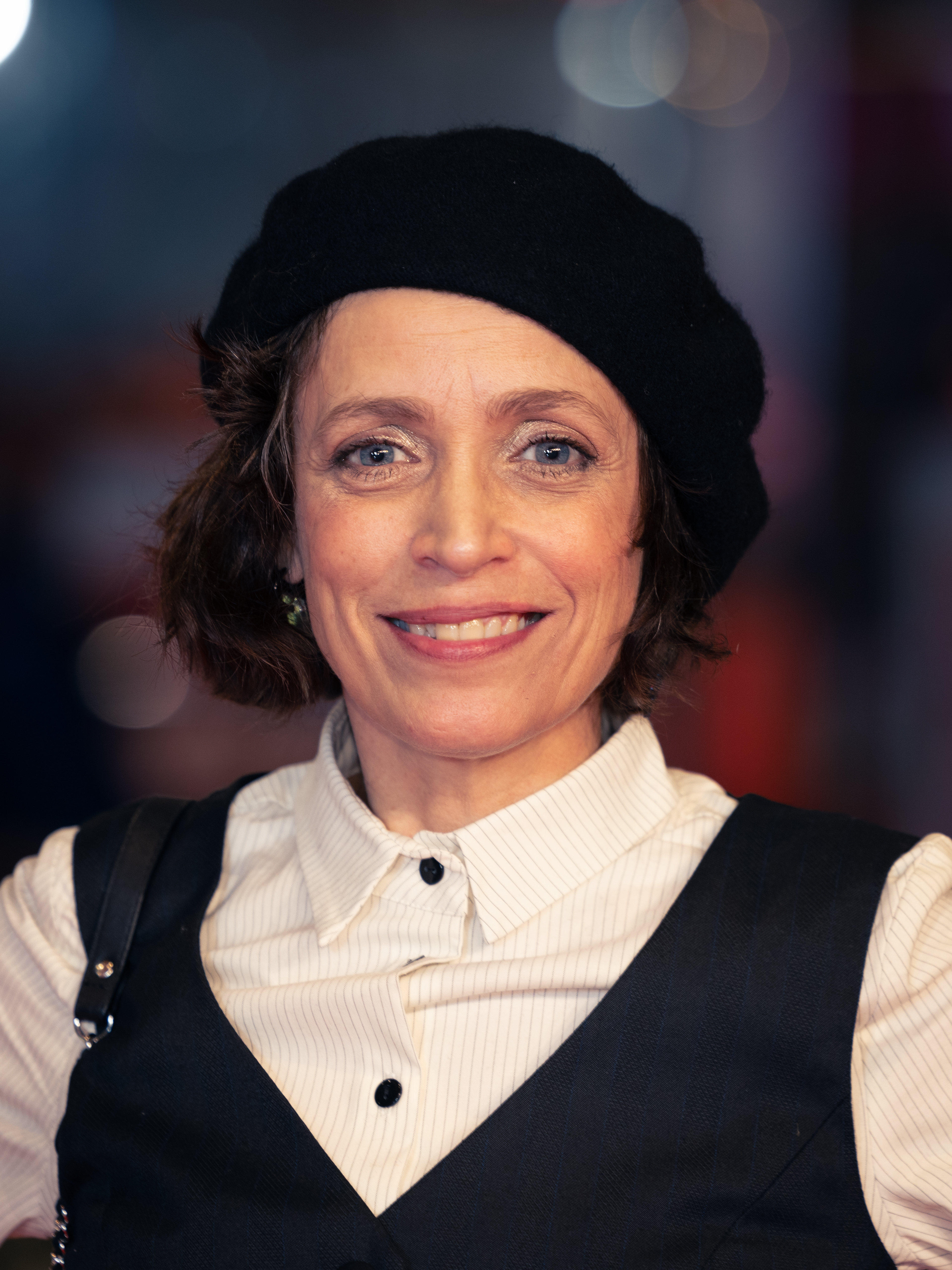
Anna Thalbach auf der Berlinale 2025

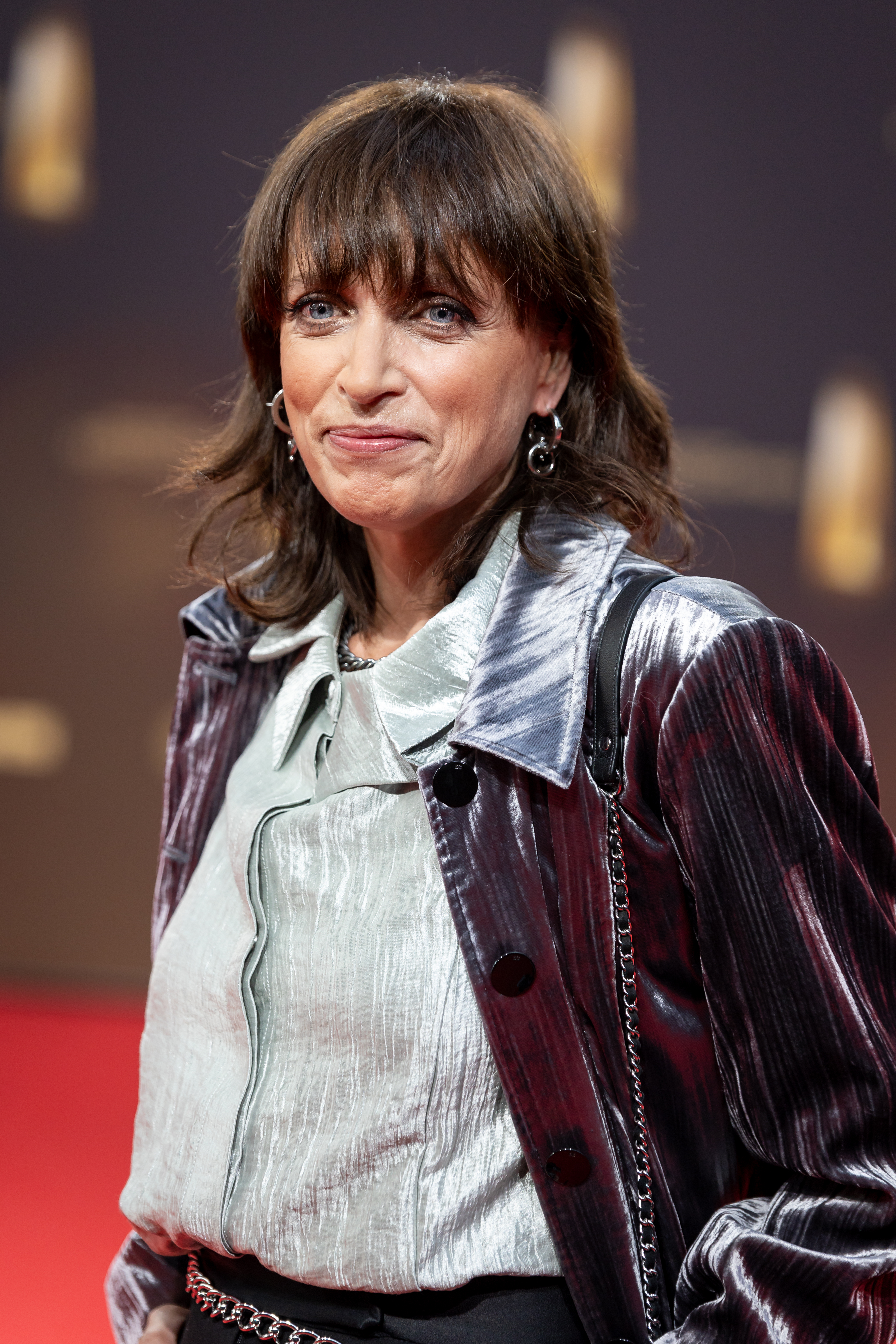
Anna Thalbach beim Deutschen Fernsehpreis 2023

Anna Maria Thalbach (bürgerlich: Anna Maria Joachim genannt Thalbach; * 1. Juni 1973 in Ost-Berlin) ist eine deutsche Schauspielerin, sowie Hörspiel- und Hörbuchsprecherin.

## Werdegang
Thalbach wurde in Ost-Berlin in eine Theaterfamilie geboren. Ihre Mutter ist die Schauspielerin Katharina Thalbach, ihr Vater der Schauspieler Vladimir Weigl, ein Neffe zweiten Grades der Schauspielerin Helene Weigel. Ihre Onkel mütterlicherseits sind der Schauspieler Pierre Besson und der Regisseur Philippe Besson. Ihr Stiefvater war der Autor Thomas Brasch, ihre Großeltern mütterlicherseits die Schauspielerin Sabine Thalbach und der Regisseur Benno Besson.
Bereits als Kind spielte sie kleinere Rollen. Nach der mittleren Reife machte sie eine Ausbildung in Grafik- und Modedesign an der Lette-Schule. Anschließend begann sie eine Hospitanz in der Kostümschneiderei des Berliner Schillertheaters, feierte aber bald schon ihren ersten Bühnenerfolg an der Seite ihrer Mutter in Brechts Mutter Courage. Ihr Spielfilmdebüt gab sie 1990 in Hark Bohms Herzlich willkommen. Für ihre Rolle in Zärtliche Erpresserin wurde Anna Thalbach 1993 auf dem Filmfestival Max Ophüls Preis als beste Nachwuchsdarstellerin ausgezeichnet. 2001 erhielt sie für den Tatort Kindstod den Deutschen Fernsehpreis in der Sparte Beste Schauspielerin in einer Nebenrolle.
Anna Thalbach ist auch als Hörbuchsprecherin tätig. Für ihre Lesung des Romans Paint It Black von Janet Fitch wurde sie 2008 mit dem Deutschen Hörbuchpreis als beste Interpretin bedacht. 2014 wurde sie für Das kleine Gespenst für den Deutschen Animationssprecherpreis beim Trickfilmfestival Stuttgart nominiert.
Sie hat eine Tochter, Nellie Thalbach, die in die Fußstapfen ihrer Mutter, Groß- und Urgroßmutter trat. Sie spielte in Maria an Callas und veröffentlichte 2005 mit ihrer Mutter die Audio-CD Unsichtbare Wegbegleiter. Von Engeln und Schutzengeln.
Seit 2014 tritt sie in der ZDF-Quizsendung Der Quiz-Champion als eine Expertin für die Kategorie „Literatur und Sprache“ an.

## Filmografie (Auswahl)
- 1981: Engel aus Eisen
- 1988: Der Passagier – Welcome to Germany
- 1990: Herzlich willkommen
- 1991: Jugend ohne Gott
- 1992: Zärtliche Erpresserin
- 1992: Die zweite Heimat – Chronik einer Jugend
- 1993: Justiz
- 1993: Burning Life
- 1994: Mesmer
- 1995: Ex
- 1996: Gefährliche Freundin
- 1996: Kondom des Grauens
- 1996: Nackt im Cabrio (Fernsehfilm)
- 1997: Tatort: Eulenburg
- 1997: Tatort: Gefährliche Übertragung
- 1997: Not a Love Song
- 1997: Lonny, der Aufsteiger
- 1997: Der Pirat
- 1998: Untersuchung an Mädeln
- 1999: Dolphins
- 1999: SOKO 5113 – Schnappschüsse
- 1999: Tatort: Absolute Diskretion
- 2000: Tatort: Die Möwe
- 2000: Tatort: Tod vor Scharhörn
- 2000: Honolulu
- 2000: Die Nichte und der Tod (Fernsehfilm)
- 2001: Clowns
- 2001: Tatort: Kindstod
- 2001: Großstadtrevier – Krügers Waffe
- 2001: Rave Macbeth
- 2001: Liebesau – Die andere Heimat (TV-Miniserie)
- 2001: Kommissar Rex – Die Babydealer
- 2002: Harte Brötchen
- 2002: Auch Engel wollen nur das Eine
- 2002: FearDotCom
- 2003: Poem – Ich setzte den Fuß in die Luft und sie trug
- 2004: Der Untergang
- 2004: hamlet X // Vol.3
- 2004: Vinzent
- 2004: Edelweißpiraten
- 2004: Tatort: Stirb und werde
- 2005: Die Rosenheim-Cops – Wasserleichen unter sich
- 2005: Polizeiruf 110: Dettmanns weite Welt
- 2005: Maria an Callas
- 2007: Esperanza
- 2007: Tatort: Dornröschens Rache
- 2008: Krabat
- 2008: Darum
- 2008: Der Baader Meinhof Komplex
- 2008: Sklaven und Herren (Fernsehfilm)
- 2009: Notruf Hafenkante (Fernsehserie, Folge Das Herz eines Boxers)
- 2009: Ein Sommer mit Paul (Fernsehfilm)
- 2009–2012: Flemming
- 2010: Carlos – Der Schakal
- 2010: Sommervögel
- 2011: Listenhunde (Kurzfilm)
- 2011: Eine dunkle Begierde
- 2011: Kein Sex ist auch keine Lösung
- 2011: Friedrich – Ein deutscher König
- 2012: Du hast es versprochen
- 2012: Sams im Glück
- 2012: Der Heiratsschwindler und seine Frau (Fernsehfilm)
- 2013: Stolberg – Die Frankenberg-Protokolle
- 2013: Frau Ella
- 2013: Das kleine Gespenst (Stimme)
- 2014: Von einem, der auszog, das Fürchten zu lernen
- 2014: Morden im Norden – Blumenopfer
- 2015: Besuch für Emma
- 2016: Die Kinder meines Bruders (Fernsehfilm)
- 2016: Meier Müller Schmidt
- 2016: Wir sind die Rosinskis
- 2017: SOKO Donau – Die Entscheidung
- 2018: Deutsch-Les-Landes
- 2019: Letzte Spur Berlin – Unmündig
- 2020: Vier zauberhafte Schwestern
- 2020: Zimmer mit Stall – Die Waschbären sind los (Fernsehreihe)
- 2020: Landkrimi – Das Mädchen aus dem Bergsee (Fernsehreihe)
- 2021: Gefährliche Wahrheit (Drama, ZDF/arte; Regie: Jens Wischnewski)
- 2021–2022: Großstadtrevier (Fernsehserie, 3 Folgen)
- 2022: Liebesdings
- 2024: In aller Freundschaft – Dazugehören
- 2024: Kati – Eine Kür, die bleibt (Fernsehfilm)
- 2024: Bettys Diagnose – Außer Kontrolle
- 2024: Die Kanzlei – Schwerer Abschied
- 2025: Murmel Mania (Fernsehshow)
- 2025: Das Kanu des Manitu (Stimme)

## Theater
- 1996: Werner Schroeters Bühnen-Inszenierung von Charlie Chaplins Monsieur Verdoux
- 2000: Die Möwe, Regie: Katharina Thalbach, Maxim Gorki Theater
- 2009: Wie es euch gefällt, Regie: Katharina Thalbach, Komödie am Kurfürstendamm
- 2011: Der Raub der Sabinerinnen, Regie: Katharina Thalbach, Komödie am Kurfürstendamm
- 2020: W.A. Mozart: Die Zauberflöte, Dirigent: Jānis Liepiņš, Regie: Jan Dvořák, Rolle: Papagena/Sprecherin, Nationaltheater Mannheim[9]

## Hörbücher und Hörspiele (Auswahl)
Thalbach ist im Verlauf ihrer Karriere bereits für verschiedene Verlage tätig gewesen, so etwa für der Hörverlag, Argon Verlag, der Audio Verlag, Hörbuch Hamburg, Steinbach sprechende Bücher, Diogenes Verlag, Verlagsgruppe Oetinger, BookBeat & Audible:
- 2000: Die Frau und der Affe von Peter Hoeg. Der Hörverlag, ISBN 3-89584-383-0
- 2001: Das Hohelied Salomos. Verlag Audiobuch, ISBN 3-933199-35-2
- 2002: Der Steppenwolf von Hermann Hesse. Der Hörverlag, ISBN 3-89584-981-2
- 2002: Total Cheops von Jean-Claude Izzo. Der Audio Verlag, ISBN 3-89813-206-4
- 2003: In meinem Himmel von Alice Sebold. Random House Audio, ISBN 3-89830-466-3
- 2003: Das Leben ist zum Kotzen von Léo Malet. Der Audio Verlag, ISBN 3-89813-263-3
- 2003: Die schwarze Katze nach Edgar Allan Poe. Lübbe Audio, ISBN 3-7857-1345-2
- 2003: Jungfrau Maleen von Holger Teschke. Regie: Barbara Plensat (Kinderhörspiel – DLR Berlin)
- 2004: Die Nebel von Avalon von Marion Zimmer Bradley, mit Katharina Thalbach. Inszenierte Lesung. Random House Audio, ISBN 3-89830-769-7
- 2004: Tausendundeine Nacht – Erotische Geschichten. Audiobuch, ISBN 3-89964-070-5
- 2004: Hechtsommer von Jutta Richter. Der Hörverlag, ISBN 3-89940-411-4
- 2004: Die Verlobten von Alessandro Manzoni. Der Audio Verlag, ISBN 3-89813-319-2
- 2005: Die Liebe und Wie sich Leidenschaft erklärt von Bas Kast. Der Audio Verlag, ISBN 3-89813-402-4
- 2005: Salambo von Gustave Flaubert. Der Audio Verlag, ISBN 3-89813-380-X
- 2005: Zurück aus Afrika von Corinne Hofmann. Lübbe Audio, ISBN 3-7857-1475-0
- 2005: Adler und Engel von Juli Zeh. Random House Audio, ISBN 3-89830-973-8
- 2005: Ich bin so ganz Dein eigen. Die schönsten deutschen Liebesgedichte. Der Audio Verlag, ISBN 3-89813-407-5
- 2005: Rausch von John Griesemer. Der Audio Verlag, ISBN 3-89813-393-1
- 2005: Fast ganz die Deine von Marcelle Sauvageot. Random House Audio, ISBN 3-86604-038-5
- 2005: Die gefährliche Frau von Thommie Bayer. Eichborn Lido, ISBN 3-8218-5379-4
- 2005: König Artus und die Ritter der Tafelrunde von Karlheinz Koinegg. Regie: Angeli Backhausen (Kinderhörspiel, 6 Teile) WDR/Der Hörverlag, ISBN 3-89940-730-X
- 2006: Die Wälder von Albion von Marion Zimmer Bradley. Inszenierte Lesung. Random House Audio, ISBN 3-86604-076-8
- 2006: Wassermusik von T. C. Boyle. Der Hörverlag, ISBN 3-89940-516-1
- 2006: Anna Thalbach liest Yoshimoto von Banana Yoshimoto. Süddeutsche Zeitung, ISBN 3-86615-361-9
- 2006: Rheinsberg von Kurt Tucholsky. Argon Verlag, ISBN 3-87024-083-0
- 2006: König Artus und die Ritter der Tafelrunde von Karlheinz Koinegg. Der Hörverlag, ISBN 3-89940-730-X
- 2006: Nijura – Das Erbe der Elfenkrone von Jenny-Mai Nuyen. Random House Audio, ISBN 3-86604-324-4
- 2007: Geschichten aus Bullerbü von Astrid Lindgren. Verlag Oetinger, ISBN 3-8373-0341-1
- 2007: Nocturna von Jenny-Mai Nuyen. Random House Audio, ISBN 3-86604-687-1
- 2007: Das Elf-Minuten-Mädchen von Mariana Brasil. Lübbe Audio, ISBN 3-7857-3326-7
- 2007: Caravan von Marina Lewycka. Der Hörverlag, ISBN 3-86717-163-7
- 2007: Hallo, Mister Gott, hier spricht Anna von Fynn. Argon Verlag, ISBN 3-86610-231-3
- 2007: Paint it Black von Janet Fitch. Lübbe Audio, ISBN 0-641-93082-8
- 2008: Das Löwenmädchen von Erik Fosnes Hansen. Audiobuch, ISBN 3-89964-278-3
- 2008: Bevor ich sterbe von Jenny Downham. Random House Audio, ISBN 3-86604-799-1
- 2008: Die Eleganz des Igels von Muriel Barbery. Hörbuch Hamburg, ISBN 3-89903-607-7
- 2008: Der Feuerthron von Diana Wohlrath. Der Hörverlag, ISBN 3-86717-318-4
- 2008: Rabenmond: Der magische Bund von Jenny-Mai Nuyen. Random House Audio, ISBN 3-86604-905-6
- 2008: Schattenreich (Folge 1 bis 10) von Astrid Meirose, Volker Pruß, Lübbe Audio
- 2008: Jesus liebt mich von David Safier. Argon Verlag, ISBN 3-86610-595-9
- 2009: Marx & Engels intim (Live-Mitschnitt) Hrsg.: Die Akstinat Brüder. Random House Audio, ISBN 3-8371-0006-5
- 2009: Das kleine Hörbuch vom großen Glück von Cornelia Funke. Argon Verlag, ISBN 3-86610-722-6
- 2009: Coraline von Neil Gaiman. Silberfisch, ISBN 3-86742-664-3
- 2009: Morgenrot von Tanja Heitmann. Random House Audio, ISBN 3-8371-0175-4
- 2009: Wintermond von Tanja Heitmann. Random House Audio, ISBN 3-8371-0172-X
- 2009: Das Vermächtnis der Feuerelfen von Monika Felten. Random House Audio, ISBN 3-8371-0047-2
- 2009: Das Familientreffen von Anne Enright. Hörbuch Hamburg, ISBN 3-89903-666-2
- 2009: Das Herz der Nacht von Judith Lennox. Audiobuch, ISBN 3-89964-357-7
- 2009: Das Herz ihrer Tochter von Jodi Picoult (gemeinsam mit Jens Wawrczeck, Marius Clarén, Tanja Geke und Felicia Wittmann). Der Hörverlag, ISBN 978-3-8671-7731-3 (Hörbuch)
- 2009: Die schönsten Märchen. Der Hörverlag, ISBN 3-86717-522-5
- 2010: Sayuri von Carina Bargmann. Der Audio Verlag, ISBN 978-3-89813-974-8
- 2010: Fegefeuer von Sofi Oksanen. Hörbuch Hamburg, ISBN 978-3-89903-168-3
- 2011: Virals von Kathy Reichs. Random House Audio, ISBN 978-3-8371-0775-3, gekürzt, 6 CDs, 415 Min.
- 2011: Die drei ???, Folge 150: Geisterbucht als Angelica
- 2011: Wir Kinder vom Bahnhof Zoo mit Katharina Thalbach. Bastei Lübbe, ISBN 978-3-7857-3858-0
- 2012: Ulysses als Hörspiel, Stimme von Gerty MacDowell, nach James Joyce[10]
- 2012: Stalins Kühe von Sofi Oksanen, zus. mit Katharina Thalbach. Hörbuch Hamburg, ISBN 978-3-89903-391-5.
- 2013: Der Bettler, der Glück bringt von Hans Fallada, Hörbuch Hamburg, ISBN 978-3-86952-150-3.
- 2013: Der Winterpalast von Eva Stachniak, Hörbuch Hamburg, ISBN 978-3-86909-132-7.
- 2014: Die dunkle Seite der Liebe von Rafik Schami. Regie: Claudia Johanna Leist, WDR/Steinbach sprechende Bücher, ISBN 978-3-86974-185-7
- 2014: Die unendliche Geschichte – Das Hörspiel von Michael Ende, Silberfisch, ISBN 978-3-86742-723-4.
- 2014: Lockwood & Co. Serie Titel 2 Der wispernde Schädel von Jonathan Stroud, Cbj audio (Audible Hörbuch)
- 2015: Die Geschichte vom dicken Herrn Bell und die Erfindung des Telefons von Thomas Brasch, erschienen auf Various Artists – Gute Nacht Sterne, Sony Music Entertainment Germany GmbH.
- 2015: Jette erst recht! von Fee Krämer, Sauerländer audio, ISBN 978-3-8398-4711-4.[11]
- 2015: Der Bärbeiß. Herrlich miese Tage von Annette Pehnt, Silberfisch, ISBN 978-3-86742-730-2
- 2015: Lockwood & Co. Serie Titel 3 Die raunende Maske von Jonathan Stroud, Cbj audio (Audible Hörbuch)
- 2016: Jette oder nie! von Fee Krämer, Sauerländer audio, ISBN 978-3-8398-4860-9
- 2016: Lockwood & Co. Serie Titel 4 Das flammende Phantom von Jonathan Stroud, Cbj audio (Audible Hörbuch)
- 2017: Gwendys Wunschkasten von Stephen King & Richard Chizmar, Random House Audio, ISBN 978-3-8371-4090-3 (Hörbuch Download)
- 2017: Lockwood & Co. Serie Titel 5 Das grauenvolle Grab von Jonathan Stroud, Cbj audio (Audible Hörbuch)
- 2019: Niemals ohne sie von Jocelyne Saucier. Übers. Sonja Finck. Random House Audio, 2019 (ungekürzt)
- 2019: Die drei ??? und die Geisterinsel, von Robert Arthur (Hörbuch).
- 2020: Mord in Sunset Hall von Leonie Swann, Der Hörverlag, ISBN 978-3-8445-3734-5
- 2020: Der zweite Schlaf von Robert Harris (12 Teile), Regie: Leonhard Koppelmann (Hörspielbearbeitung) HR/Der Hörverlag, ISBN 978-3-8445-3988-2
- 2021: Fräulein Gold: Der Himmel über der Stadt – Die Hebamme von Berlin von Anne Stern, Argon Verlag, ISBN 978-3-7324-5488-4 (Hörbuch)
- 2021: Dolores von Stephen King, Random House Audio, ISBN 978-3-8371-5827-4 (Hörbuch Download)
- 2021: Die Studentin von Tess Gerritsen & Gary Braver, Random House Audio, ISBN 978-3-8371-5709-3 (Hörbuch)
- 2021: Gwendys Zauberfeder von Richard Chizmar, Random House Audio, ISBN 978-3-8371-5345-3 (Hörbuch Download)
- 2021: Die Scarlett & Browne Reihe 1 – Die Outlaws von Jonathan Stroud, Cbj audio (Audible Hörbuch)
- 2022: The MAID: Ein Zimmermädchen ermittelt von Nita Prose, Argon Verlag, ISBN 978-3-8398-1968-5 (Hörbuch)
- 2022: Das Adlon von Rodica Doehnert, Random House Audio, ISBN 978-3-8371-5680-5 (Hörbuch Download)
- 2022: Das Spiel von Stephen King, Random House Audio, ISBN 978-3-8371-6312-4 (Hörbuch-Download)
- 2022: Die Scarlett & Browne Reihe 2 – Die Berüchtigten von Jonathan Stroud, Cbj audio (Audible Hörbuch)
- 2023: Baddabamba und die Höhle der Ewigkeit von Markus Orths. Der Hörverlag, ISBN 978-3-8371-6473-2 (Baddabamba 2)
- 2024: Ein mysteriöser Gast von Nita Prose, Argon Verlag, ISBN 978-3-7324-2139-8 (Hörbuch-Download, Zimmermädchen Molly Gray ermittelt 2)
- 2025: Scarlett & Browne - Die Legendären von Jonathan Stroud. cbj audio, ISBN 978-3-8371-5426-9 (Hörbuch-Download, Die Scarlett-&-Browne-Reihe, Band 3)